# Itylos speciosa
Itylos speciosa är en fjärilsart som beskrevs av Otto Staudinger 1894. Itylos speciosa ingår i släktet Itylos och familjen juvelvingar. Inga underarter finns listade i Catalogue of Life.